# Долинне (Бахчисарайський район)
Доли́нне (до 1945 року — Топчико́й, крим. Topçıköy) — село в Україні, у Бахчисарайському районі Автономної Республіки Крим, центр Долинненської сільської ради. Розташоване в центрі району.
Сьогодні у Долинному живе близько півтори тисячі осіб, зайнятих, переважно, у сільському господарстві на приватних агропідприємствах або на особистих подвір'ях.
Центральною вулицею Леніна проходить траса Бахчисарай – Орлівка.

## Історія
Поблизу Долинного розкопано 4 кургани з похованнями доби бронзи (II тисячоліття до н. е.) і ранніх скіфів (VI—V ст. до н. е.), біля сіл Тургенєвки і Фурманівки знайдено залишки городища, сховища, двох поселень і могильника
пізніх скіфів.
Історична назва села – Топчикой, що з кримськотатарської перекладається як село пушкаря (topçı – «пушкар», köy – «село»).
Станом на 1886 у селі Топчикой Дуванкойської волості Сімферопольського повіту Таврійської губернії мешкало 23 особи, налічувалось 6 дворових господарств, існувала мечеть.
На пагорбі на північній околиці села за радянських часів заклали парк площею близько трьох гектарів, сьогодні він у повному запустінні.

## Релігія
У селі будується мечеть «Топчикой Джамі».

## Люди
В селі народився Волков Юрій Васильович (1921—1991) — український радянський живописець.